# Koeno Gravemeijer
Koeno Henricus Eskelhoff Gravemeijer (ook Gravemeyer), (Oosthem, 25 februari 1883 – Wassenaar, 13 februari 1970) was een Nederlandse calvinistische predikant, secretaris van de Algemene Synode van de Nederlandse Hervormde Kerk en, samen met kardinaal de Jong, leider van het kerkelijk verzet in de Tweede Wereldoorlog.

## Opleiding
Gravemeijer was de zoon van predikant Eskelhoff Carsjen Gravemeijer en Trijntje Groen. Hij studeerde theologie aan de Rijksuniversiteit Utrecht. Hij was daar lid van Secor Dabar, een gezelschap van studenten theologie. Hij werd hulpprediker in Leeuwarden, predikant Giessen-Oudekerk (1911), Voorburg (1915) en Den Haag (1920). In 1921 was hij medeoprichter en bestuurslid van de Hervormd-Gereformeerde Staatspartij (Zijn broer Henricus Eskelhoff Gravemeijer was van 1921 tot 1936 voorzitter van de HGSP).

## Oorlog
Vanaf mei 1940 was Gravemeijer secretaris van de hervormde synode en het Convent van Kerken (in 1942 hernoemd in Interkerkelijk Overleg). In die rol was hij coördinator en organisator van het kerkelijk verzet. Dit leidde tot arrestatie in 1941, waarbij hij korte tijd in de gevangenis van Scheveningen terechtkwam, en zeven maanden in het gijzelaarskamp Sint Michielsgestel verbleef (1942).

## Naoorlogse werkzaamheden
Na de oorlog streefde hij, met Hendrik Kraemer en Willem Banning, naar een vernieuwing in de Nederlandse Hervormde Kerk. Dit leidde tot het bijeenroepen van een synode. Gravemeijer verbleef driemaal voor langere tijd in Zuid-Afrika; in de eerste helft van 1947 om de betrekkingen met de hervormde kerken te versterken en ook van januari 1953 tot mei 1954 als predikant te Cottesloe bij Johannesburg. Na zijn terugkeer vestigde hij zich in Wassenaar. Samen met zijn tweede echtgenote zette Gravemeijer zich in voor de dialoog tussen christendom en jodendom, en de stichting van de christelijke kibboets Nes Ammim in westelijk Galilea. Door zijn instemming met de rassenscheiding in Zuid-Afrika raakte Gravemeijer na zijn pensionering geïsoleerd. De ontwikkelingen in de kerk rond die tijd verontrustten hem en dat sprak hij ook uit.

## Verdere personalia
Gravemeijer trouwde in 1911 met Baukje van Popta (1888-1930). Hij hertrouwde in 1957 met Hillegonda Meissner (1892-1978). Beide huwelijken bleven kinderloos. In 1946 ontving hij een eredoctoraat in de theologie aan de Rijksuniversiteit Utrecht voor zijn werk tijdens de Tweede Wereldoorlog. In 1952 werd hij eredoctor van de Universiteit van Pretoria voor zijn werk voor de kerk in Zuid-Afrika.